# Alexander Flamberg
Alexander Davidovich Flamberg (nacido en 1880 en Varsovia, fallecido el 24 de enero de 1926 en Varsovia) fue un ajedrecista polaco.

## Trayectoria como ajedrecista
Flamberg pasó su juventud en Inglaterra, donde aprendió el juego del Ajedrez. A su regreso a Polonia, en 1900, fue 2º, por detrás de Salomon Langleben, en Varsovia. Ganó el Torneo de Varsovia en los años 1901 y 1902. En el Torneo de los Cuatro Maestros en Łódź en 1906, terminó 3º por detrás de Akiba Rubinstein y Mijaíl Chigorin, y por delante de Georg Salwe. En 1910 ganó el Torneo de Varsovia por delante de Rubinstein, pero luego perdió su enfrentamiento contra él (+0 -4 =1).
En 1910, fue 3º, por detrás de Georg Rotlewi y Rubinstein, en Varsovia. En 1911, quedó 2º-3º con Georg Salwe, y por detrás de Rubinstein, en Varsovia. En 1911, Flamberg fue 2º, por detrás de Stepan Levitsky, en San Petersburgo (Torneo Amateur de todas las Rusias).
En 1912, quedó 6º-7º junto con Sergey von Freymann en Abbazia, con triunfo para Rudolf Spielmann. Ese mismo año, fue 2º, por detrás de Rubinstein, en Varsovia. Asimismo, quedó 2º, por detrás de Yefim Bogoliubov, en Łódź. Además, fue 5º en Vilna (7º Campeonato Nacional de Rusia), con victoria de Rubinstein.
En 1913, ganó en Varsovia (Triangular), por delante de Oldřich Duras y Moishe Lowtzky. En ese mismo año, empató un enfrentamiento con Duras (+1 -1 =0) y ganó oro contra Bogoliubov (-0 +4 =1), ambos en Varsovia. En 1913/14, fue 3º, por detrás de Alexander Alekhine y Aron Nimzowitsch, en San Petersburgo (8º Campeonato Nacional de Rusia). En 1914, ganó en Cracovia.
Flamberg era uno de los ajedrecistas rusos participantes del Torneo de Ajedrez en Mannheim en 1914, en el 19º Kongresse des Deutschen Schachbundes (Congreso de la DSB, torneo que empieza a organizar desde 1879 la Federación Alemana de Ajedrez, creada en 1877 tras la reorganizacón de las diferentes Federaciones existentes en el país anteriormente). Durante el torneo, se inició la Primera Guerra Mundial, y jugadores como Alexander Alekhine (al que se consideró vencedor del Torneo principal o de Meaestros), Ilya Rabinovich, Yefim Bogoliubov, Fedir Bohatyrchuk, N. Koppelman, Boris Maliutin, Piotr Romanovski, Peter Petrovich Saburov, Samuil Vainshtein y Alexey Selezniev, junto a Flamberg, fueron confinados en Rastatt, Alemania.
En septiembre de 1914, cuatro de ellos (Alekhine, Bogatyrchuk, Saburov y Koppelman) fueron puestos en libertad, y se les permitió regresar a sus hogares a través de Suiza. Los restantes jugaron una serie de torneos, el primero en Baden-Baden en 1914, y los demás en Triberg (1914-1917), un total de ocho torneos, el primero en Baden-Baden y los siguientes en Triberg. El primer torneo fue ganado por Flamberg, en cinco de ellos venció Bogoliubov y en otros dos el vencedor fue Rabinovich.
Se le permitió regresar a Varsovia en 1916 (Polonia se encontraba bajo control alemán). En 1916, fue 4º-5º (triunfo conjunto de Rubinstein y Lowtzky). En 1917, quedó 3º-4º (triunfo para Rubinstein). En 1919/20, quedó 2º, por detrás de Zdzisław Belsitzmann, y por delante de Rubinstein. En 1923, ganó, por delante de Paulino Frydman, en Varsovia. En 1924, ganó junto con Lowtzky en Varsovia. En 1926, Flamberg murió relativamente joven en Varsovia.